# (5831) Dizzy
(5831) Dizzy es un asteroide perteneciente al cinturón de asteroides, región del sistema solar que se encuentra entre las órbitas de Marte y Júpiter, más concretamente a la familia de Adeona, descubierto el 4 de mayo de 1991 por Seiji Ueda y el astrónomo Hiroshi Kaneda desde el Kushiro Marsh Observatory, Hokkaido, Japón.

## Designación y nombre
Designado provisionalmente como 1991 JG. Fue nombrado Dizzy en homenaje a John Birks "Dizzy" Gillespie, trompetista de jazz, conocido entre otras cosas por haber compuesto el tema A Night in Tunisia, se dice que fue junto a  "Bird" (Charlie Parker) de la invención del bebop, del cual fue claramente un destacado defensor.

## Características orbitales
Dizzy está situado a una distancia media del Sol de 2,686 ua, pudiendo alejarse hasta 3,073 ua y acercarse hasta 2,299 ua. Su excentricidad es 0,144 y la inclinación orbital 12,79 grados. Emplea 1608,36 días en completar una órbita alrededor del Sol.

## Características físicas
La magnitud absoluta de Dizzy es 13. Tiene 15,677 km de diámetro y su albedo se estima en 0,042. 